# Outreau
 Outreau  es una población y comuna francesa, situada en la región de Norte-Paso de Calais, departamento de Paso de Calais, en el distrito de Boulogne-sur-Mer. Es el chef-lieu y mayor población del cantón de Outreau.

## Demografía
| 1 408                     | 1 764 | 2 108 | 2 608 | 3 624 | 3 211 | 3 664 | 3 966 | 4 512 | 2 050 | 2 525 | 2 790 | 2 912 | 3 137 | 3 622 | 3 862 | 4 306 | 5 091 | 5 981 | 6 822 | 7 996 | 8 602 | 9 514 | 10 480 | 6 685 | 10 220 | 13 548 | 13 735 | 14 731 | 14 590 | 15 279 | 15 222 | 14 307 |
| (Fuente: INSEE y Cassini) |       |       |       |       |       |       |       |       |       |       |       |       |       |       |       |       |       |       |       |       |       |       |        |       |        |        |        |        |        |        |        |        |